# Coppa delle Coppe 1986-1987 (pallamano maschile)
La Coppa delle Coppe 1986-1987 è stata la 12ª edizione del torneo europeo di pallamano riservato alle squadre vincitrici delle coppe nazionali. È stata organizzata dall'International Handball Federation, la federazione internazionale di pallamano. La competizione è iniziata ad ottobre 1986 si è conclusa ad aprile 1987.
Il torneo è stato vinto dalla compagine sovietica del CSKA Mosca per la 1ª volta nella sua storia.

## Risultati

### Primo turno
| Squadra 1            | Squadra 2                | Andata                          | Ritorno                     | Totale        |
| -------------------- | ------------------------ | ------------------------------- | --------------------------- | ------------- |
| Kolstad Håndball     | CSKA Mosca               | Trondheim, 1º ottobre 1986      |                             | 15 - 21       |
| Kolstad Håndball     | CSKA Mosca               | 15 - 21                         |                             | 15 - 21       |
| Sportist Kremikovtzi | Ionokos Atene            | Sofia, 28 settembre 1986        |                             | 23 - 15       |
| Sportist Kremikovtzi | Ionokos Atene            | 23 - 15                         |                             | 23 - 15       |
| Stjarnan Garðabær    | Handball Club Birkenhead | Garðabær, 30 settembre 1986     | Garðabær, 1º ottobre 1986   | 82 - 12       |
| Stjarnan Garðabær    | Handball Club Birkenhead | 36 - 3                          | 46 - 9                      | 82 - 12       |
| Helsingor IF         | Sparta Helsinki          | Elsinore, 28 settembre 1986     | Helsinki                    | 54 - 32       |
| Helsingor IF         | Sparta Helsinki          | 33 - 16                         | 21 - 16                     | 54 - 32       |
| Kyndil Torshavn      | Blau Witt Beek           | Tórshavn, 27 settembre 1986     | Tórshavn, 28 settembre 1986 | 34 - 38       |
| Kyndil Torshavn      | Blau Witt Beek           | 15 - 18                         | 19 - 20                     | 34 - 38       |
| Union Beynoise       | HC Berchem               | Beyne-Heusay, 28 settembre 1986 |                             | 18 - 16       |
| Union Beynoise       | HC Berchem               | 18 - 16                         |                             | 18 - 16       |
| HC Köflach           | USAM Nîmes               | Köflach, 27 settembre 1986      | Nîmes                       | 46 - 46 (gfc) |
| HC Köflach           | USAM Nîmes               | 28 - 20                         | 18 - 26                     | 46 - 46 (gfc) |

### Ottavi di finale
| Squadra 1           | Squadra 2            | Andata                              | Ritorno                      | Totale        |
| ------------------- | -------------------- | ----------------------------------- | ---------------------------- | ------------- |
| CSKA Mosca          | HK Drott             | Mosca, 16 novembre 1986             | Halmstad, 23 novembre 1986   | 55 - 39       |
| CSKA Mosca          | HK Drott             | 26 - 18                             | 29 - 21                      | 55 - 39       |
| Blau Witt Beek      | SC DHfK Lipsia       | Beek, 16 novembre 1986              | Lipsia, 23 novembre 1986     | 26 - 44       |
| Blau Witt Beek      | SC DHfK Lipsia       | 16 - 25                             | 10 - 19                      | 26 - 44       |
| RK Slovan           | Stjarnan Garðabær    | Lubiana, 16 novembre 1986           | Garðabær, 22 novembre 1986   | 39 - 35       |
| RK Slovan           | Stjarnan Garðabær    | 22 - 15                             | 17 - 20                      | 39 - 35       |
| Helsingor IF        | Tatra Kopřivnice     | Elsinore, 16 novembre 1986          | Kopřivnice, 23 novembre 1986 | 36 - 36 (gfc) |
| Helsingor IF        | Tatra Kopřivnice     | 21 - 21                             | 15 - 15                      | 36 - 36 (gfc) |
| Hapoel Ramat Gan    | Győri ETO            | Ramat Gan, 18 novembre 1986         | Győr, 23 novembre 1986       | 43 - 51       |
| Hapoel Ramat Gan    | Győri ETO            | 25 - 32                             | 18 - 19                      | 43 - 51       |
| MTSV Schwabing      | Sportist Kremikovtzi | Monaco di Baviera, 16 novembre 1986 | Sofia, 23 novembre 1986      | 41 - 35       |
| MTSV Schwabing      | Sportist Kremikovtzi | 25 - 17                             | 16 - 18                      | 41 - 35       |
| Union Beynoise      | USAM Nîmes           | Beyne-Heusay, 16 novembre 1986      | Nîmes, 23 novembre 1986      | 41 - 51       |
| Union Beynoise      | USAM Nîmes           | 23 - 25                             | 18 - 26                      | 41 - 51       |
| CB Calpisa Alicante | ZMC Amicitia         | Alicante, 16 novembre 1986          | Zurigo, 22 novembre 1986     | 38 - 38 (gfc) |
| CB Calpisa Alicante | ZMC Amicitia         | 22 - 18                             | 16 - 20                      | 38 - 38 (gfc) |

### Quarti di finale
| Squadra 1      | Squadra 2        | Andata                   | Ritorno                            | Totale        |
| -------------- | ---------------- | ------------------------ | ---------------------------------- | ------------- |
| SC DHfK Lipsia | CSKA Mosca       | Lipsia, 10 gennaio 1987  | Mosca                              | 30 - 34       |
| SC DHfK Lipsia | CSKA Mosca       | 17 - 14                  | 13 - 20                            | 30 - 34       |
| RK Slovan      | Tatra Kopřivnice | Lubiana, 11 gennaio 1987 | Kopřivnice                         | 40 - 36       |
| RK Slovan      | Tatra Kopřivnice | 26 - 17                  | 14 - 19                            | 40 - 36       |
| Győri ETO      | MTSV Schwabing   | Győr, 10 gennaio 1987    | Monaco di Baviera, 18 gennaio 1987 | 48 - 48 (gfc) |
| Győri ETO      | MTSV Schwabing   | 23 - 17                  | 15 - 21                            | 48 - 48 (gfc) |
| USAM Nîmes     | ZMC Amicitia     | Nîmes, 10 gennaio 1987   | Zurigo                             | 35 - 37       |
| USAM Nîmes     | ZMC Amicitia     | 19 - 19                  | 16 - 18                            | 35 - 37       |

### Semifinali
| Squadra 1      | Squadra 2    | Andata            | Ritorno | Totale  |
| -------------- | ------------ | ----------------- | ------- | ------- |
| RK Slovan      | CSKA Mosca   | Lubiana           | Mosca   | 33 - 48 |
| RK Slovan      | CSKA Mosca   | 19 - 22           | 14 - 26 | 33 - 48 |
| MTSV Schwabing | ZMC Amicitia | Monaco di Baviera | Zurigo  | 38 - 44 |
| MTSV Schwabing | ZMC Amicitia | 20 - 20           | 18 - 24 | 38 - 44 |

### Finale
| Squadra 1    | Squadra 2  | Andata  | Ritorno | Totale  |
| ------------ | ---------- | ------- | ------- | ------- |
| ZMC Amicitia | CSKA Mosca | Zurigo  | Mosca   | 35 - 38 |
| ZMC Amicitia | CSKA Mosca | 18 - 16 | 17 - 22 | 35 - 38 |